# Nyctimystes perimetri
Nyctimystes perimetri es una especie de anfibios de la familia Pelodryadidae.

## Distribución geográfica
Es endémica del archipiélago de las Luisiadas (Papúa Nueva Guinea).

## Apariencia
En la década de 1950, científicos examinaron algunos especímenes conservados. Entre estos, la rana macho mide 5.1 cm y la rana hembra 6.7 cm. El dorso del espécimen muerto era de color gris plomo oscuro, casi sin manchas ni diseño. Entre las ranas vivas, a veces hay pigmentación amarilla en la garganta. El tímpano es chico pero distintivo, hay un pliegue supratimpánico.